# Баранцев, Даниил Сергеевич
Даниил Сергеевич Баранцев (род. 10 марта 1982, Свердловск) — российский и американский фигурист, выступавший в танцах на льду.
До 2002 года выступал за Россию в паре с Натальей Романютой, с которой был двукратным бронзовым призёром чемпионата России (2001, 2002). Впоследствии представлял сборную США с партнёршей и женой Дженнифер Уэстер.

## Карьера
После того как Даниил Баранцев с Натальей Романютой два раза подряд выигрывали чемпионат мира среди юниоров, они считались одной из самых перспективных российских танцевальных пар. Однако в 2002 году дуэт распался. Наталья вышла замуж и родила ребёнка, а Даниил уехал в США к тренеру Николаю Морозову.
В пару с Дженнифер Уэстер он встал в 2003 году. 6 мая 2006 года пара поженилась.
Даниил долгое время не мог получить разрешения от Российской федерации фигурного катания на выступления на международных турнирах за сборную США. Поэтому, вплоть до сезона 2007—2008, пара выступала только на внутренних соревнованиях. Получив наконец возможность выхода на международную сцену, пара Дженнифер Уэстер/Даниил Баранцев выиграла турнир «Nebelhorn Trophy 2007». Затем стали пятыми на чемпионате США и приняли участие в чемпионате Четырёх континентов, где были четвёртыми.
В сезоне 2008—2009 приняли участие в серии Гран-при: выступили на этапах «Skate Canada» (где были седьмыми) и «Trophee Eric Bompard» (где были восьмыми). С чемпионат США были вынуждены сняться после обязательного танца и в сборную страны не попали. В дальнейшем пара больше не участвовала в соревнованиях.
В 2010 году Даниил принял участие в телешоу американского канала ABC «Skating with the Stars», где составил пару актрисе Шон Янг.

## Спортивные достижения

### за США
(с Уэстер)
| Соревнование                         | 2005—2006 | 2006—2007 | 2007—2008 | 2008—2009 |
| ------------------------------------ | --------- | --------- | --------- | --------- |
| Чемпионаты Четырёх континентов       |           |           | 4         |           |
| Чемпионаты США                       | 7         | 6         | 5         | WD        |
| Этапы Гран-при: Trophee Eric Bompard |           |           |           | 8         |
| Этапы Гран-при: Skate Canada         |           |           |           | 7         |
| Nebelhorn Trophy                     |           |           | 1         |           |
| Midwestern Sectionals                | 1         |           | 1         |           |

- WD = снялись с соревнований

### за Россию
(с Романютой)
| Соревнования                          | 1997—1998 | 1998—1999 | 1999—2000 | 2000—2001 | 2001—2002 |
| ------------------------------------- | --------- | --------- | --------- | --------- | --------- |
| Чемпионаты мира                       |           |           | 16        |           |           |
| Чемпионаты Европы                     |           |           |           |           | WD        |
| Чемпионаты мира среди юниоров         | 7         | 3         | 1         | 1         |           |
| Чемпионаты России                     |           |           |           | 3         | 3         |
| Чемпионаты России среди юниоров       | 2         | 1         | 1         | 1         |           |
| Этапы Гран-при: Cup of Russia         |           |           |           |           | 5         |
| Этапы Гран-при: Sparkassen Cup        |           |           |           | 6         | 3         |
| Этапы Гран-при: NHK Trophy            |           |           |           | 9         |           |
| Finlandia Trophy                      |           |           |           | 2         |           |
| Финалы юниорского Гран-при            | 5         | 3         | 1         |           |           |
| Этапы юниорского Гран-при, Швеция     |           |           | 1         |           |           |
| Этапы юниорского Гран-при, Нидерланды |           |           | 1         |           |           |
| Этапы юниорского Гран-при, Словакия   |           | 1         |           |           |           |
| Этапы юниорского Гран-при, Болгария   |           | 2         |           |           |           |
| Этапы юниорского Гран-при, Украина    | 2         |           |           |           |           |
| Этапы юниорского Гран-при, Франция    | 4         |           |           |           |           |

- WD = снялись с соревнования